# دیوید اکس. کوهن
دیوید اکس. کوهن (انگلیسی: David X. Cohen؛ زادهٔ ۱۳ ژوئیهٔ ۱۹۶۶) فیلم‌نامه‌نویس و نویسنده تلویزیونی اهل ایالات متحده آمریکا است.
وی نویسنده و تهیه‌کننده اجرایی مجموعه تلویزیونی فیوچراما بوده است.